# .fr
.fr највиши Интернет домен државних кодова за Француску. Администрира га AFNIC (NIC France).